# لوغان موريسون
لوغان موريسون (بالإنجليزية: Logan Morrison)‏ هو لاعب كرة قاعدة أمريكي، ولد في 25 أغسطس 1987 في كانساس سيتي في الولايات المتحدة.

## وصلات خارجية
- لوغان موريسون على موقع دوري كرة القاعدة الرئيسي (الإنجليزية)
- لوغان موريسون على موقعبيزبول رفرنس.كوم (الدوري الرئيسي) (الإنجليزية)
- لوغان موريسون على موقعبيزبول رفرنس.كوم (الدوري الثانوي) (الإنجليزية)
- لوغان موريسون على موقع إي إس بي إن.كوم (أم.أل.بي) (الإنجليزية)
- لوغان موريسون على موقع مشجعي الرسوم البيانية (الإنجليزية)